# MTV Unplugged in New York (Sportfreunde-Stiller-Album)
MTV Unplugged in New York ist das zweite Livealbum der deutschen Indie-Pop-Band Sportfreunde Stiller.
Die Aufnahmen entstanden im Rahmen eines Konzertes der MTV-Unplugged-Reihe in den Bavaria Filmstudios in München. Die Sportfreunde Stiller sind die sechste deutsche Band, die ein MTV Unplugged aufnehmen durften. Das Konzert, welches am 17. Januar 2009 stattfand, wurde am 21. Mai 2009 in gekürzter Fassung auf MTV ausgestrahlt. Einen Tag später erschien die CD. Die ungekürzte Fassung wurde schließlich, mit dem Erscheinen der DVD am 17. Juli 2009, ebenfalls auf MTV gesendet.

## Entstehung
Die Vorbereitungen für das Konzert begannen im Juli 2008. Anfangs hörten die Sportfreunde sich ihre eigenen Alben an und probten die darauf enthaltenen Musikstücke, um zu entscheiden, welche bei dem Unplugged-Konzert gespielt werden sollten. Insgesamt bereitete die Band sich sechs Monate auf das Konzert vor, davon unter anderem eine Woche lang in einer Berghütte nahe der Skisprungschanze in Oberstdorf. Dabei entstand die Neufassung des Musikstücks 7 Tage, 7 Nächte. Rüdiger Linhof lernte in diesem halben Jahr das Kontrabassspielen. Als Vorbilder dienten der Band die zwei Unplugged-Konzerte von den Ärzten (Rock ’n’ Roll Realschule) und Nirvana (MTV Unplugged in New York).

## Kulisse
Auf der Suche nach einem Ort für das MTV Unplugged-Konzert sahen sich die Sportfreunde Stiller verschiedene Orte an, wobei die Anzahl der angesehenen Orte je nach Interview zwischen 25 und über 40 variiert. Nachdem sie nach langer Suche noch keinen passenden Ort gefunden hatten, kam vom Regisseur Uwe Flade die Idee für die New-York-Kulisse in den „Bavaria Filmstudios“. Diese Kulisse erweiterten sie mit verschiedenen eigenen Requisiten wie dem fiktiven Plattenladen Rüde Records und den Laternen. Durch die Kulisse kam die Idee für ein MTV Unplugged in New York auf. Das Thema „New York“ findet sich nicht nur bei der Kulisse, sondern auch bei der Bekleidung der Musiker wieder. So orientierten sich die Sportfreunde Stiller bei der Auswahl ihrer Kleider am, wie sie selbst sagten, „Gangster-Street-Style […] Ende der 60er Jahre“. Die Bläser sind wie Bauarbeiter, die Streicherinnen wie Stewardessen und der Chor wie eine „Straßengang mit Baseballjacken“ gekleidet. Zudem benannten sie die Straßenkulisse „Acoustic Avenue“.

## Chartplatzierungen
MTV Unplugged in New York stieg in Deutschland auf Platz 1 der deutschen Album-Charts ein. Erfolgreich war das Album zudem in Österreich. Dort stieg die Platte auf Platz 5 der Album-Charts ein. Deutlich weniger Erfolg hatte das Album in der Schweiz. Dort stieg es auf dem 32. Platz ein.
In Deutschland erreichte MTV Unplugged in New York Doppelplatin für 400.000 verkaufte Tonträger.

## Besetzung
Insgesamt waren an den Aufnahmen, die Sportfreunde Stiller eingeschlossen, 24 Musiker beteiligt. Dazu gehörten:
- Die Sportfreunde Stiller selbst
- Chrissy Schneider von Emil Bulls (Gitarre und Gesang)
- Dave Anderson von Monta (Klavier und Gesang)
- Jörg Weber, Robert Alonso und Rainer Sell (Saxofon, Trompete und Posaune)
- Luciana Beleaev, Mariana Beleaev, Anna Petrova und Nargiza Yusupova (1. Violine, 2. Violine, Viola, Violoncello)
- Franziska Eimer (Harfe)
- Paul Rzyttka (DJ und Chor)
- Zhenfang Zhang (Erhu)
- Julia Viechtl, Christoph von Freydorf, Roman Fischer, Ute Kurz und Kaja Lodge (Chor)
- Udo Jürgens (Gesang bei Ich war noch niemals in New York)
- Charlotte Cooper und Billy Lunn von The Subways (Gesang und Bass beziehungsweise Gitarre bei Rock’N’Roll Queen)
- Meret Becker (Gesang und Singende Säge bei (Tu nur das) Was dein Herz dir sagt)

## Tracklist
| CD 1 1. Alles Roger! – 4:29 2. Ungewöhnlich – 3:26 3. Hallo du – 3:46 4. Der Titel vom nächsten Kapitel – 3:55 5. Heimatlied – 4:07 6. Ein kleiner Schritt – 5:05 7. ¡Vamos! – 4:32 8. ’54, ’74, ’90, 2010 – 2:51 9. Mag Tischtennis – 5:42 10. Ein Kompliment – 4:58 11. Fast wie von selbst – 5:23 12. Fahrt ins Grüne – 2:54 13. Wellenreiten '54 – 3:28 14. 1. Wahl – 3:38 15. Auf der guten Seite – 4:57 CD 2 1. Lass mich nie mehr los – 4:09 2. Frühling – 3:51 3. Wie lange sollen wir noch warten? – 4:03 4. Wunderbaren Jahren – 3:55 5. (Tu nur das) Was dein Herz dir sagt – 4:43 (feat. Meret Becker) 6. Supersonnig – 3:44 7. Rock’N’Roll Queen – 3:47 (mit The Subways) 8. 7 Tage, 7 Nächte – 4:26 9. Ich war noch niemals in New York – 4:45 (mit Udo Jürgens) 10. Siehst du das genauso? – 4:20 11. Ich, Roque – 4:08 | 1. Ich, Roque – 3:52 2. Ein Kompliment – 4:22 3. Lass mich nie mehr los – 4:05 4. 7 Tage, 7 Nächte – 4:13 5. Rock’N’Roll Queen – 3:43 (mit The Subways) 6. Fast wie von selbst – 5:22 7. Der Titel vom nächsten Kapitel – 3:52 8. Wunderbaren Jahren – 3:51 9. ¡Vamos! – 4:27 10. Wie lange sollen wir noch warten? – 4:03 11. Alles Roger! – 4:09 12. Siehst du das genauso? – 4:17 13. Ich war noch niemals in New York – 4:47 (mit Udo Jürgens) |

### Versionen
Das Album erschien am 22. Mai 2009 in zwei Versionen. Eine Doppel-CD-Edition, welche das komplette Konzert enthält, und eine CD-Edition, die sozusagen ein Best-Of darstellt. Am 5. Juni 2009 folgte eine „2CD Jewelcase Version“, welche sich in der Verpackung von der Doppel-CD-Edition unterscheidet. Die zugehörige DVD erschien am 17. Juli 2009. Insgesamt spielten die Sportfreunde Stiller 26 Musikstücke, darunter 2 Coversongs und 3 neue Lieder.

## Songinformationen

### Singles
Ein Kompliment (15. Mai 2009)
Das Musikstück wurde gegenüber der Version auf Die gute Seite mit Streichern und Klavier umarrangiert. Gegen Ende des Liedes singt das Publikum den Refrain zweimal. Auf der Maxi-CD befindet sich auch eine italienische Version des Titels unter dem Namen Un Complimento. Diese Fassung wurde eigens für den Kinofilm Maria, ihm schmeckt’s nicht! aufgenommen.
Ich war noch niemals in New York (11. September 2009)
Ich war noch niemals in New York ist der zweite Coversong auf dem Album. Da Udo Jürgens am Tag des Konzertes einen eigenen Auftritt hatte, war es nicht möglich, dass er live auftritt. Infolgedessen wurde er in einem Hotelzimmer in München aufgenommen und beim Unplugged-Auftritt per Videoleinwand in der Rüde Records-Kulisse eingespielt.
Lass mich nie mehr los (15. Januar 2010)
Dieses Lied wurde wie die Lieder Hallo du und Supersonnig extra für das Konzert und dessen Aufnahme geschrieben. Für die Single wurde der Titel als neue Studioversion noch einmal unplugged aufgenommen.

### Andere Lieder
’54, ’74, ’90, 2010
Das Musikstück ’54, ’74, ’90, 2010 spielten sie mit einer Drehorgel. Für die Sportfreunde Stiller war es wichtig, dass dieses Lied ein neues Gewand bekam und, durch den Einsatz einer Drehorgel, Ironie. Durch die frühere Version ’54, ’74, ’90, 2006 des Liedes wurden die Sportfreunde Stiller einer größeren Öffentlichkeit bekannt.
Fahrt ins Grüne
Dieses Lied ist das älteste der gespielten Musikstücke. Die Originalversion ist auf der EP Macht doch was Ihr wollt – Ich geh' jetzt! aus dem Jahr 1996 veröffentlicht.
Rock’N’Roll Queen
Der Song ist ein Coversong der Band The Subways, deren Mitglieder Billy Lunn und Charlotte Cooper als Gastmusiker bei diesem Cover auftreten. Dabei singt Billy Lunn eine Strophe auf Deutsch.
7 Tage, 7 Nächte
Das Lied ist nach Aussage von Florian Weber „ein komplett verändertes Lied“. Peter Brugger sagte zum Lied in einem Interview: „Das ist fast schon Brecht-Style und am Ende noch eine Art Polka, wo wir dann immer schneller werden und alles im totalen Wahnsinn endet. Der Song hat auch ein Cello-Grundgerüst, das so vor sich hin marschiert.“